# Bexley (Londres)
Pour les articles homonymes, voir Bexley.
Bexley est une ville dans le sud-est de Londres  (Angleterre) et fait partie du Borough londonien de Bexley. Bexley est situé à 21 km (13 miles) dans la direction est-sud-est de Charing Cross, sur les rives du River Cray. 
La ville est divisée en deux : 
- Old Bexley, qui a toujours l'apparence d'un village (que l'on nomme aussi Bexley Village,) et une partie plus moderne qui s'étend et se mélange entre les environnants Albany Park, Lamorbey, Bladindon, Blendon et Bexleyheath. Bexleyheath est maintenant considéré comme le centre du district, en lieu et place de Bexley lui-même.
- Bexley's Old Heath, entre Welling et Crayford, est envahi par l'urbanisation mais c'est aussi ici que se trouvent les principaux bureaux administratifs du conseil municipal.

## Urbanisme
La principale attraction de Bexley réside dans l'église Saint Mary, qui a donné son nom à la circonscription électorale de la municipalité de Bexley. Cette église possède une particularité, la flèche à son sommet qui ressemble à un cône octogonal.

### Architecture
Hall Place est à l'origine une majestueuse maison, derrière le River Cray vers Crayford. Elle se trouve au nord de Bexley, aux pieds de Gravel Hill à Bexleyheath. La maison est originale car ses deux moitiés sont inspirées de deux styles architecturaux très distincts même s’il y a un effort d'harmonisation entre ces deux parties. 
La maison appartient maintenant au conseil de la municipalité de Bexley et est ouverte au public. Les jardins sont d'inspiration topiaire. 
Danson House et Danson Park, à Welling, sont deux des plus populaires attractions de la ville.
Une des meilleures familles de l'architecture du XIXe siècle vient de Bexley: les Shaws. John Shaw Sr. (en) (1776-1832) a travaillé sur le  Lamorbey Park et fut le plus connu des architectes du Kent et de Londres. Il est enterré à l'église Saint Mary, son fils, John Shaw Jr a vécu pendant une courte période tout près de Crayford.

## Histoire
Bexley est une ancienne paroisse du Kent appartenant au diocèse de Rochester, et d'après la loi de 1894, elle faisait partie du district de Bexley. Le district obtient le statut de municipalité en 1935. Le conseil du Kent formait le second gradin du gouvernement local durant cette période. En 1965, ce conseil fut aboli et remplacé par le conseil du Grand Londres.
C'est de Bexley que l'homme politique Nicholas Vansittart, Baron Bexley (1766-1851) acquit son titre.

## Lieux importants
- L'église Saint Mary
- St John the Evangelist
- Old Bexley Library